# Coffea mabesae
Coffea mabesae är en måreväxtart som först beskrevs av Adolph Daniel Edward Elmer, och fick sitt nu gällande namn av J.-f.Leroy. Coffea mabesae ingår i släktet Coffea och familjen måreväxter. Inga underarter finns listade i Catalogue of Life.